# Jane Dormer

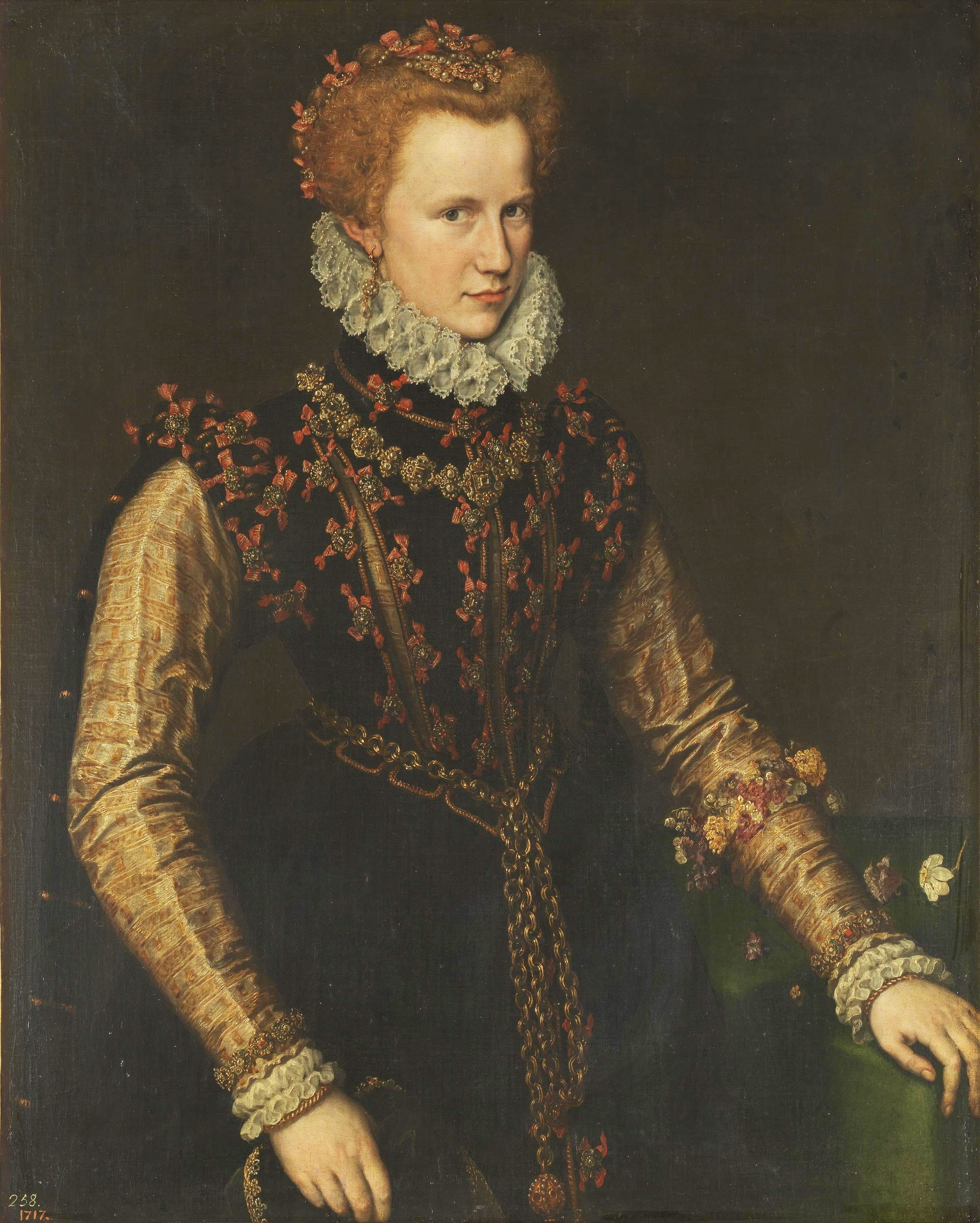
Jane Dormer. Målning av Anthonis Mor van Dashorst cirka 1558.

Jane Dormer, född 6 januari 1538 i Eythrope i Waddesdon, död 13 januari 1612, var en engelsk hovfunktionär. Hon var hovdam och gunstling hos drottning Maria I av England.

## Biografi
Jane Dormer var dotter till adelsmannen Sir William Dormer och Mary Sidney. Hon gifte sig 1558 med Gómez Suárez de Figueroa y Córdoba, hertig av Feria.
Jane Dormer levde under sin uppväxt nära hovet och var en tid som barn kung Edvard VI:s lekkamrat. Vid nio års ålder placerades hon i Maria Tudors hushåll och blev sedan kvar där som hovdam. Dormer var katolik, beskrivs som en skönhet och blev tidigt en omtyckt favorit hos Maria. Hon mottog ett frieri från Edward Courtenay, men trolovades istället på drottningens önskan 1554 med spanska sändebudet Gómez Suárez de Figueroa y Córdoba, hertig av Feria. Bröllopet blev dock uppskjutet till strax efter Marias död. Jane Dormer tillmättes en del inflytande vid engelska hovet på grund av sin ställning som monarkens personliga vän och favorit.
År 1558 efterträddes Maria av Elisabet I av England och året därpå emigrerade Jane Dormer tillsammans med sin make, sin kollega Susan Clarencieux och ett antal engelska katoliker, munkar och nunnor till Spanien.
I Spanien blev Jane Dormer en centralfigur för kolonin av engelska katoliker i Spanien. Hon brevväxlande med både Elisabet, påven och engelska katoliker, stödde återinförandet av katolicismen i England och tog hand om engelsmän i utlandet. Hon respekterades för sin politiska kunskap och övervägdes 1592 för posten som guvernör i Flandern. Efter makens död 1571 skötte hon hans gods.